# Château de Chanteloup (Vallon-sur-Gée)
Le château de Chanteloup est un château construit à partir du XVIe siècle sur la commune de Vallon-sur-Gée, dans le département de la Sarthe. Il est en partie inscrit au titre des monuments historiques.

## Protections
Le château avec ses communs et le gisement archéologique d'accompagnement font l'objet d'une inscription aux monuments historiques depuis le 19 novembre 1990.